# Runcorn
Runcorn – miasto przemysłowe i portowe w północno-zachodniej Anglii, w regionie North West England, w hrabstwie ceremonialnym Cheshire, w dystrykcie (unitary authority) Halton, położone na południowym brzegu rzeki Mersey, naprzeciwko miasta Widnes, około 19 km na południowy wschód od Liverpoolu. W 2004 roku liczba ludności miasta wyniosła 61 252.
W mieście swój początek ma kanał Bridgewater.